# Бора, Панчхи
Панчи Бора (англ. Panchhi Bora; род. 27 декабря 1985 года, штат Ассам, Индия) — индийская модель и актриса телевидения и кино.

## Биография и карьера
Панчи Бора родом из индийского штата Ассам. Её отец — бывший офицер, перебравшийся после отставки в Пуну.
Панчи училась на юридическом факультете в университете ILS Law College в городе Пуна. Во время первого года обучения снялась в нескольких телевизионных рекламных роликах. Экта Капур, глава телекомпании Balaji Telefilms, увидев Панчи в рекламе, пригласила её на прослушивание в сериал Kitni Mast Hai Zindagi. Бора сыграла радио-жокея Ананию Пури, одну из главных ролей.
После Kitni Mast Hai Zindagi она решила сделать перерыв в карьере. Панчи оставила учёбу в ILS Law College и поступила в Fergusson College, где получила степень бакалавра искусств. Экта Капур снова пригласила её в сериал Balaji Telemilms Kayamath. Панчи сыграла главную роль Прачи, простой застенчивой девушки, сильно привязанной к семье, по её признанию — полной противоположности её самой в реальной жизни. За эту роль она заработала две номинации Star Parivaar Awards.
В 2010 году снялась в российском телесериале «Индус». В 2012 году снялась в индийском криминальном сериале Gumrah — End Of Innocence, в котором сыграла девушку Нилам, мечтающую стать дизайнером.
С 2011 года приходит в киноиндустрию на языке телугу, дебютировав в Akashame Haddu. О её игре газета The Hindu писала как о «великолепной». В своём следующем фильме Панчи сыграла вместе с Нандамури Балакришной. В фильме Yamini Chandrasekhar сыграла главную роль студентки-археолога Ямини.